# Kikerewe
Le kikerewe ou kikerebe est une langue qui appartient à la famille des langues bantoues. L'une de ses principales caractéristiques est l’agglutination. Cette langue est parlée dans la région des Grands Lacs, en Afrique de l'Est, et appartient au même groupe que le kinyarwanda, une des langues officielles du Rwanda.

## Éléments linguistiques
Dans la composition des mots, les voyelles ou syllabes qui différencient les genres, les nombres, les temps et les modes sont simplement juxtaposées au radical, qui en est nettement distinct. Dans la composition des propositions, les mots se suivent dans l'ordre logique.